# Leça Futebol Clube
Maillots
Le Leça FC est un club de football portugais  basé à Leça da Palmeira, dans le nord du Portugal. Le club évolue en III Divisão (Série B), soit l'équivalent de la quatrième division.

## Historique
Le club passe 4 saisons en Liga Sagres (1re division).
Il réalise sa meilleure performance en D1 lors de la saison 1997-1998, où il se classe 12e du championnat, avec 10 victoires, 8 matchs nuls, 16 défaites et un total de 38 points.
La dernière présence en 1re division du Leça Futebol Clube remonte à la saison 1997-1998 et le Leça FC évolue pour la dernière fois en D2 lors de la saison 2002-2003.
Lors de la saison 1994-1995, le club, qui évolue en deuxième division, réussit la performance d'atteindre les quarts de finale de la Coupe du Portugal (défaite 4-0 face au FC Porto).
Le 17 octobre 2021, Leça qui évolue en quatrième division élimine un club de première division, le FC Arouca. Exploit réitéré le 20 novembre 2021 contre Gil Vicente, club de première division (victoire 1-0).